# 帕帕罗瓦国家公园
帕帕罗瓦国家公园（英語：Paparoa National Park）是位于新西兰南岛西海岸的一座国家公园，成立于1987年，面积306平方千米，范围从海岸附近一直延伸到帕帕罗瓦山脉。公园内以石灰岩岩溶地貌著称。